# Harlan Cohen
Harlan Sherman Cohen (6 de noviembre de 1934-19 de marzo de 2020) fue un destacado jugador y entrenador de voleibol estadounidense, único en su época al entrenar a las selecciones masculina y femenina de voleibol de los Estados Unidos.
Como jugador se desempeñaba como armador y destacaba por su defensa. Con el equipo de Westside Jewish Community Center obtuvo el título nacional de la Amateur Athletic Union (AAU) en 1963 y el campeonato nacional de la Asociación de Voleibol de Estados Unidos (USVBA) en 1965. Su actuación de ese año le valió ser nominado en el primer equipo All-American.
Formó parte del equipo de los Estados Unidos en tres Juegos Macabeos diferentes (1961, 1965 y 1969), e incluso ejerció de jugador-entrenador ese último año. Regresó de nuevo en 1977 como entrenador.
También integró la selección de los Estados Unidos que obtuvo la medalla de plata en los Juegos Panamericanos de 1963.
Como entrenador ocupó una larga serie de puestos a lo largo de su carrera, destacándose el de primer entrenador a tiempo completo de la selección femenina de los Estados Unidos, que entrenó al equipo para los Juegos Olímpicos de México 1968.
Fue asistente de la selección masculina de los Estados Unidos (1966, 1972 y 1976) y entrenador jefe de la selección femenina (1966-1968), con la cual obtuvo una medalla de oro en los Juegos Panamericanos de 1967, una medalla de plata en el Campeonato Mundial de 1967 y el 8° lugar en los Juegos Olímpicos de México 1968.
Un artículo publicado en el número del 5 de junio de 1967 de Sports Illustrated detallaba la adopción del estilo japonés por parte de Cohen durante su etapa como entrenador de la selección femenina:

Cohen lanza frases como ‘tolerancia al dolor’ en los entrenamientos y, a pesar de la mejora que su enfoque ha aportado al voleibol estadounidense, ha habido oposición a la forma en que ha conducido a las chicas. Sin embargo, pocas de las críticas han venido de las propias chicas. Por el contrario, parece que disfrutan lanzándose a la cancha y corriendo tras las pelotas sueltas. Muchas de ellas son profesoras y estudiantes con excusas lógicas para faltar a los entrenamientos, pero la asistencia es alta en todos los entrenamientos, independientemente de dónde se celebren.

Tras su paso por la selección nacional femenina, Cohen llevó su estilo de entrenador inflexible al voleibol universitario. Entrenó al equipo masculino de Santa Monica Community College (SMC) junto a Burt DeGroot (1961-72) y estuvo vinculado largamente a Pepperdine: su carrera con el equipo masculino incluyó un período como asistente cuando se inició el programa (1973-74), luego como entrenador jefe (1975-76) y de nuevo como asistente de Marv Dunphy (1985, 1992-2003). Fue entrenador en jefe del equipo masculino de la Universidad de California en Santa Bárbara (UCSB), asistente de Kathy Gregory en el equipo femenino de la misma universidad y también asistente de Al Scates en el equipo masculino de Universidad de California en Los Ángeles (UCLA) (1986-1991).
Junto con Burt DeGroot, Cohen guio a SMC a la obtención de 7 campeonatos universitarios de la USVBA (1961-62-63-64-66-71-72). Como entrenador principal en Pepperdine, obtuvo el campeonato de la USVBA de 1975 y el segundo lugar en el campeonato de la NCAA de 1976. Pepperdine luego ganaría el título nacional en 1985 y 1992 con Cohen como asistente. Más tarde, también como asistente, ganó otros dos campeonatos nacionales con UCLA en 1987 y 1989.
Durante las últimas décadas de su vida luchó contra la ataxia, una enfermedad degenerativa del sistema neurológico que provoca una falta de control y coordinación muscular y dificultades para hablar y tragar. Pero incluso cuando la enfermedad le obligó a utilizar un andador, Cohen siguió entrenando.

## Reconocimientos
- En 1990 fue incluido en el Salón de la Fama del Deporte Judío del Sur de California.[7]
- En 1999 recibió el premio George J. Fisher Leader in Volleyball de USA Volleyball.
- En 2000 recibió el premio All-Time Great Volleyball Coach de USA Volleyball.
- En 2020 fue incluido en el Salón de la Fama del Voleibol Indoor del Sur de California.[8]